# 山内首藤時通
山内首藤 時通（やまのうちすどう ときみち）は、南北朝時代の武将。山内首藤経俊の曽孫。

## 生涯
南北朝の争乱において、一貫して北朝方として活躍した。斯波家長に従い、建武3年/延元元年（1336年）鎌倉の北条氏残党の蜂起を鎮圧し、翌年家長から賞された。暦応3年/延元3年（1338年）、幕府は広沢小法師丸の押領のため、備後国地毘荘（地毗荘）下原邑の地頭職を時通に代行させた。翌年、高師冬に従い下総国駒館を攻めた軍功により、貞和元年/興国6年（1341年）備後国に所領を安堵され、孫の山内首藤通資の代に下向した。そのほか次男の通綱に信濃国筑摩郡下平田郷の地頭職を、また養子の通忠に相模国早川荘や吉野などの地頭職を譲与した。